# Mukim Bangar (Brunéi)
Bangar es un mukim en el distrito Temburong, Brunéi. Se encuentra al noroeste del distrito, haciendo frontera con Mukim Labu al norte, Mukim Batu Apoi al este, Mukim Amo al sudeste, Mukim Bokok al sudoeste y Limbang, Sarawak (Malaysia) al oeste y al norte. Mukim Bangar, pese a no tener costa, cuenta con una isla llamada Pulau Kibi.
Hay una carretera que cruza el estado de Sarawak de Malasia en Kampung Puni, a 5 km de la ciudad Bangar. Anteriormente el cruce había que hacerlo en ferry a través del río Pandaruan, que forma la frontera Brunéi y Malasia. Sin embargo, un puente de la amistad entre Malasia y Brunéi se construyó y abrió al tráfico vehicular el 8 de diciembre de 2013.
Tanto Brunéi como Malasia han construido nuevos puestos de control de aduanas, inmigración y cuarentena en el lugar del cruce. Antes de la construcción del puente, la inmigración y control de cuarentena se encontraba en el ferry hacia Bangar, mientras que las costumbres malayas y procedimientos de inmigración tenían que llevarse a cabo en el muelle de Limbang, a 15 km de distancia.

## Áreas y divisiones
Mukim Bangar incluye las siguientes áreas:
- Pekan Bangar Lama
- Pekan Bangar Baru
- Perkemahan Bangar
- Kampong Menengah
- Kampong Sungai Sulok
- Kampong Sungai Tanit
- Kampong Sungai Tanam
- Kampong Balayang
- Kampong Semamang
- Kampong Buang Bulan
- Kampong Belingus
- Kampong Batang Tuau
- Kampong Seri Tanjong Belayang
- Kampong Puni
- Kampong Ujong Jalan

- Datos: Q2490430
- Multimedia: Mukim Bangar / Q2490430